# Unité populaire (Espagne)
Pour les articles homonymes, voir Unité populaire.
Unité populaire (en espagnol : Unidad Popular) est une coalition politique créée pour les élections générales espagnoles de 2015. Elle est issue de la plate-forme Maintenant en commun et du groupe parlementaire La Gauche plurielle au Congrès des députés. En mai 2016, elle rejoint elle-même la coalition Unidos Podemos pour les élections générales anticipées du 26 juin.

## Historique
L'origine d'Unité populaire se trouve dans la plate-forme citoyenne Maintenant en commun (Ahora en común) et dans le groupe parlementaire du Congrès des députés, La Gauche plurielle, regroupant la Gauche unie et Les Verts. Cette plate-forme, créée à la suite des élections autonomiques et municipales de 2015, a pour objectif principal de présenter une candidature commune pour les élections générales du mois de décembre de la même année, dans laquelle tous les partis politiques, organisations sociales et personnes indépendantes de gauche puissent se rassembler.
La coalition est formellement créée en septembre 2015, quand des membres fondateurs de Maintenant en commun décident de ne pas y participer et conservent la dénomination Maintenant en commun qu'ils avaient déposée. La coalition est alors formée principalement par la Gauche unie, Unité populaire en commun, l'Union aragonaisiste, la Gauche asturienne, Batzarre-Assemblée de gauche, Alternative socialiste et la Gauche castillane.
Le 28 octobre suivant, Alberto Garzón est désigné comme candidat de la coalition à la présidence du gouvernement lors d'une primaire où il obtient plus de 96 % des voix. Unité populaire totalise 3,67 % des voix lors des élections du 20 décembre et obtient deux sièges de députés, dans la communauté de Madrid.